# 銀河鉄道物語の戦闘列車
銀河鉄道物語の戦闘列車（ぎんがてつどつものがたりのせんとうれっしゃ）では松本零士の漫画・アニメ作品『銀河鉄道物語』シリーズに登場する架空の列車の内、兵器でもある物や車輌、およびこれらと関係の深いSDFやSPGについて解説する。

## SDFとSPG
空間鉄道警備隊（スペース・ディフェンス・フォース、"Space Defense Force" 略してSDF）は、宇宙で最も正確と言われる銀河鉄道株式会社の運行スケジュールを守るために、各路線で発生する事故、災害、救命救急、宇宙海賊の襲撃などに随時対処し乗客の安全を守る、銀河鉄道管理局の鉄道警備隊。
活動拠点は宇宙の中心と言われる星であり、銀河鉄道のすべての始発駅ディスティニー。銀河鉄道管理局本部もこの星に存在する。日本国有鉄道の鉄道公安官（現在の鉄道警察隊）を模している物と思われる。なお小隊への所属など登場キャラクターについては銀河鉄道物語の登場人物を参照。
| 小隊名           | 列車番号 | 車両               | 備考 |
| ---------------- | -------- | ------------------ | ---- |
| シリウス小隊     | 001      | ビッグワン         |      |
| スピカ小隊       | 034      | フレイムスワロー   |      |
| リゲル小隊       | 027      | ブルーギャリソン   |      |
| アクルクス小隊   | 046      | サザンクロス       |      |
| アルゴル小隊     | 033      | ライデンサム       |      |
| デネヴ小隊       | 025      | ホワイトホーン     |      |
| アルファード小隊 | 016      | フライングジャーク |      |
| カストル小隊     | 026      | ホワイトホーン II  |      |
| ツバン小隊       | 028      | アップルガード     |      |
| アンタレス小隊   | 029      | シェイキーニードル |      |
| ケフェウス小隊   | 002      | 飛龍               |      |

SDFよりも戦闘に特化した部隊として、宇宙海賊の攻撃などへの対処が主任務の特殊部隊、空間装甲擲弾兵（スペース・パンツァー・グレネイダー、"Space Panzer Grenadier"、略してSPG）が存在する。隊員はSDFから選び抜かれたエリート中のエリートで結成され、宇宙で一番辛い仕事と言われている。隊長はフレデリック・ヨハンソン。SPG列車という専用列車で戦闘を行うが、アルフォート星団帝国との戦闘時に撃破された。隊長含め、乗員全員死亡。

## 000番台の車両
ビッグワンを含むSDFの特殊列車は、一般の旅客列車とは基本性能が根本的に異なり、銀河鉄道で最高性能と言われる銀河超特急999号をも上回る速度と出力を有する。
銀河鉄道の戦闘列車のエントリーリスト

### ビッグワン (001)
銀河鉄道SDFシリウス小隊専用車輌。かつては学の父・渉も隊長として座乗したSDFのシンボルとも言える列車。ただし当時の機関車は失われ、現在登場しているのは同型、同番号の再度製作された車輌である。機関車はアメリカ、ユニオン・パシフィック鉄道4000形蒸気機関車（通称：ビッグボーイ）がモデルだが、客車は日本のスハ43系旧形客車の青塗装および展望車がモデルとなっている。ただし客車は乗客の乗降に合わせてビッグワン自身の意志によってフランスのTGVなどに見られるような可動式乗降用ステップを差し出すなど、本来の車両のスペックとは大きく異なる部分もある。
動力機関はcb-01r（超重力コスモバーストボイラー改）。終盤ではアルフォート艦隊に対抗するため、「コスモマトリクス」技術を応用した新主砲システムを導入し、大幅な火力アップを実現した。ただし、急ごしらえの改装の上十分な調整が出来なかったので連続射撃に主砲が耐えられず、アルフォート艦隊旗艦に砲撃した時に主砲が大破、後部車両もろとも爆散している。
隊員の徽章および専用車両のヘッドマークに使われているシンボルマークは、星座、おおいぬ座のα星であるシリウスにちなんで、犬の頭部をデザインしたものである。
改装による仕様変更
アルフォート星団帝国との戦闘により半壊したが、その後、ディスティニー車輌開発局技術開発部特殊車輌課により帰還からわずか半年で大規模な改修を受け性能が格段に上がり復活した。
主な改修点はスピードアップのため整流効果を高めるために取り付けられた翼端板、動輪部への抵抗を抑えるためのスカート。 動力機関もcb-01rs（超重力コスモバーストボイラーII）となり、これらによってビッグワンに比べコスモCd値－0.75％、最高速度は113％アップし、さらなる高速走行が可能となった。なお翼端板にはレイラ・ディスティニー・シュラがデザインされている。
巨大なスカート（煙室前端部内にも装備）の中には、超弩級長距離迎撃用兵器「コスモマトリクス砲」が搭載されており、星間戦争クラスの事態にも対処できる。これは異宇宙のイスタリオン星のコスモマトリクス技術を応用し、特務情報部の管轄の元で極秘裏に兵器開発部特装五課が設計し、ディスティニー車輌開発局技術開発部特殊兵装課が開発した。その火力は第1種宇宙戦艦クラスといわれる。主砲のコスモカノンにも改良が加えられ、従来のエネルギーチャージ式からカートリッジ式に切り替えられ、戦況に応じて「三式対空榴散弾」や「コスモカートリッジ弾」、「零式対艦炸裂弾」を使用出来るようになった。
メインボイラー、走行制御システム、素粒子ワープ走行機関などもパーツ単位から設計が見直されて性能が向上しており、戦術および運行メインコンピュータも最新のシステムのものが導入されている。指揮車輌（作戦室）も大型化され座席レイアウトも変更されており、機能性･操作性･居住性が優れたものとなっている。一部のパーツはテクノロジアへ発注された。そしてヘッケラー社が民間としては初めてSDF専用車輌の製造を担当した列車である。基本的には機関士の操作による手動運転だが『永遠への分岐点』では、運行メインコンピュータは意識を持ち、全自動制御まではできないようだが、ある程度の自立動作を行う場面がある。
また、新旧ビッグワンをベースに新型SPG専用車輌が設計、製造された。

### フレイムスワロー (034)
いかにも戦前の蒸気機関車牽引列車的な外見のビッグワンやアイアンベルガーと異なり未来的なデザインの列車である。隊員の徽章および車両のヘッドマークにあるシンボルマークは、おとめ座のα星であるスピカにちなんで乙女のデザインである。車体の色は赤。先頭車両に大型の砲門を装備し、通常時は格納してある。
シリウス小隊が一時解散時、ルイが一時在籍してきた。
情報収集･解析任務を主とするスピカ小隊の専用車両であるため、戦闘能力よりも高速走行性能や情報解析のオペレーションを行う装備に重点が置かれている。
アルフォート星団帝国との戦闘時に機密情報の漏洩を防ぐため自爆。続編では再建造され、引き続きSDFスピカ小隊専用車輌として活躍を続ける。

### アイアンベルガー (042)
ベガ小隊専用の戦闘列車。機関車のモデルはアメリカ、ペンシルバニア鉄道が1939年のニューヨーク国際博覧会のために試作製造したS1型（制式型式：6100型）幹線高速用蒸気機関車をベースにしているが、ボイラ先端に装着のヘッドライトが1灯ではなく3灯であったり、給水温め器部のカバーの位置に平方四角形型のヘッドライトが左右対称についているなど、作品的に独自のアレンジをしている。機関車の塗装や客車部のデザインは旧南満州鉄道の超特急あじあ号のような配色とデザインである。おもに攻撃力を重視しており、主砲の素粒子砲は客車3両に分割格納されており、発射の際に接続して使用する。また、機関車ボイラーヘッド部にも主砲を持っており、発射時にはヘッドが開いて発射される。
隊員の徽章および車両のヘッドマークにあるシンボルマークは、星座、琴座のα星であるベガにちなんで竪琴のデザインである。
アルフォート星団帝国との決戦で撃破され、ベガ小隊も全滅した。
グスタフ列車砲
列車連結型巨大兵器。SDFやSPGの専用車両に併結して使用する強力な列車砲で、重大な戦局に陥った場合に使用される。おもにSPG列車に連結されることが多い。また、アルフォート星団帝国との決戦ではアイアンベルガーに2両連結された。軌道チューブからはみ出すほどの大きさで、銀河鉄道に車両限界があるならば間違いなくそれをオーバーしている。また、相当なエネルギーを使用する。旧ドイツ陸軍のグスタフ80cm列車砲から名前を取っているが、姿はむしろカール自走臼砲に似ている。

### 飛龍 (002)
『永遠への分岐点』第3話で、ケフェウス小隊の初登場とともに初登場した。指揮車輌（作戦室）は新ビッグワン同様の座席レイアウトとなっている。
白い車体で、先頭車両には他の編成同様に大型の砲門を装備しているが、通常時は格納している。

### サザンクロス (046)
現在のSDF司令、藤堂平吾郎が過去に小隊長を勤めていた列車。また、ジュリアおよび村瀬龍作も同時期に所属していた。先頭車両のフロント部分がガトリング銃に似た形状をしているのが特徴で、兵装もフロント部に集中装備されている。
シリーズ1期第22話でアルフォート軍の攻撃により大破したが隊員は生還し、シリーズ第2期で車両を再製造された。
前述のとおりアルフォード軍に大破させられたり、『永遠の分岐点』では偽ビッグワンに大破させられたりと劇中最も不遇な扱いを受けているSDF車両である。

### その他の000番台車両
ホワイトホーン (025) と ホワイトホーン II (026)
ホワイトホーンIIはホワイトホーンの後継車輌。
| ブルーギャリソン (Bluegarrison) | ブルーギャリソン (Bluegarrison)               |
| ------------------------------- | --------------------------------------------- |
| コード                          | 027                                           |
| 種別                            | SDFリゲル小隊専用車輌 SDF Rigel Platoon's Car |
| 動力機関                        | cb-27（超重力コスモバーストボイラー）         |
| 主車体素材                      | 極秘                                          |
| 最高速度                        | 3200sKm/h                                     |
| 基本編成                        | 10輌 (1M+9M)                                  |
| 基本編成出力                    | 極秘                                          |
| 基本編成時定員                  | 24名（戦闘員）                                |
| 主な乗員                        | 不明                                          |
| 防御装備                        | 強化電磁バリア 強化磁気シールド               |
| 兵装                            | 800mmコスモカノン 20mmコスモバルカン          |
| 光学迷彩                        | ○                                             |
| テンプレートを表示              |                                               |

| アップルガード (Appleguard) | アップルガード (Appleguard)                    |
| --------------------------- | ---------------------------------------------- |
| コード                      | 028                                            |
| 種別                        | SDFツバン小隊専用車輌 SDF Thuban Platoon's Car |
| 動力機関                    | cb-28（超重力コスモバーストボイラー）          |
| 主車体素材                  | 極秘                                           |
| 最高速度                    | 3000sKm/h                                      |
| 基本編成                    | 12輌 (1M+11M)                                  |
| 基本編成出力                | 極秘                                           |
| 基本編成時定員              | 24名（戦闘員）                                 |
| 主な乗員                    | 不明                                           |
| 防御装備                    | 強化電磁バリア 強化磁気シールド                |
| 兵装                        | 300mmコスモカノン 80mmコスモガトリング         |
| 光学迷彩                    | ○                                              |
| テンプレートを表示          |                                                |

| シェイキーニードル (Shakyneedle) | シェイキーニードル (Shakyneedle)                 |
| -------------------------------- | ------------------------------------------------ |
| コード                           | 029                                              |
| 種別                             | SDFジュバ小隊専用車輌 SDF Dschubba Platoon's Car |
| 動力機関                         | cb-29（超重力コスモバーストボイラー）            |
| 主車体素材                       | 極秘                                             |
| 最高速度                         | 3500sKm/h                                        |
| 基本編成                         | 12輌 (1M+11M)                                    |
| 基本編成出力                     | 極秘                                             |
| 基本編成時定員                   | 24名（戦闘員）                                   |
| 主な乗員                         | 不明                                             |
| 防御装備                         | 強化電磁バリア 強化磁気シールド                  |
| 兵装                             | 270mm変形レールガン 30mmコスモバルカン 他        |
| 光学迷彩                         | ○                                                |
| テンプレートを表示               |                                                  |

| ライデンサム (Leydensam) | ライデンサム (Leydensam)                        |
| ------------------------ | ----------------------------------------------- |
| コード                   | 033                                             |
| 種別                     | SDFアルゴル小隊専用車輌 SDF Algol Platoon's Car |
| 動力機関                 | cb-33（超重力コスモバーストボイラー）           |
| 主車体素材               | 極秘                                            |
| 最高速度                 | 3000sKm/h                                       |
| 基本編成                 | 12輌 (1M+11M)                                   |
| 基本編成出力             | 極秘                                            |
| 基本編成時定員           | 24名（戦闘員）                                  |
| 主な乗員                 | 不明                                            |
| 防御装備                 | 強化電磁バリア 強化磁気シールド                 |
| 兵装                     | コスモメイサー砲 光子機雷 他                    |
| 光学迷彩                 | ○                                               |
| テンプレートを表示       |                                                 |

| フェニックス (Phoenix) | フェニックス (Phoenix)                              |
| ---------------------- | --------------------------------------------------- |
| コード                 | 096                                                 |
| 種別                   | SDFアルビレオ小隊専用車輌 SDF Albireo Platoon's Car |
| 動力機関               | cb-96（超重力コスモバーストボイラー）               |
| 主車体素材             | 極秘                                                |
| 最高速度               | 3200sKm/h                                           |
| 基本編成               | 12輌 (1M+11T)                                       |
| 基本編成出力           | 極秘                                                |
| 基本編成時定員         | 24名（戦闘員）                                      |
| 主な乗員               | 不明                                                |
| 防御装備               | 強化電磁バリア 強化磁気シールド                     |
| 兵装                   | ジュピトリスビーク 亜光速ミサイル 他                |
| 光学迷彩               | ×                                                   |
| テンプレートを表示     |                                                     |

## SPG列車 (666)
000番台でない唯一の戦闘列車。機能優先のデザインで全面黒色、編成全車にステルス装甲、連装コスモカノン砲塔を標準装備した特殊部隊専用列車。列車単体でも極めて高い戦闘力を持っているが、グスタフ列車砲を連結することでさらに強大な火力を発揮する。なお、SPG列車以外の戦闘車両はすべて000番台を名乗っている。
漫画版では、大山トチローがかつて製作し、アンドロイド乗員も彼が作った。

## 偽ビッグワン
新型SPG小隊専用車輌。偽ビッグワンというのは正式な名称ではないが、作品内ではこの名称がおもに使用されているため、この名称を使用した。
アルフォートとの戦闘により大破したSPG専用車輌に変わり、新旧ビッグワンをベースに新型SPG専用車輌としてヘッケラー社が設計、製造した。
火力、射程、運行速度、馬力すべてにおいて全SDF専用車輌の性能を上回っており、電子情報戦にも優れている。特筆すべきは超長距離砲ドネルカノンとシールド性能であり、超長距離砲ドネルカノンの射程圏は全SDF専用車輌の主砲よりも長く、SDF専用車輌が攻撃するより早く攻撃してくるため、従来のSDF先頭車両からの攻撃は全くといっていいほど届かない。シールド性能も非常に高く、単体でのSDF専用車輌の攻撃は全く歯が立たなかった。
製造が完了し、銀河鉄道株式会社に列車が納品、配備される前にSDF第一級指名手配の｢ジャックブルーム｣に強奪された。ジャックブルームはこの列車を使い、次々と銀河鉄道の列車を襲撃していった。最終的にSDF全小隊の共同作戦により追い込まれ、新ビッグワンのコスモマトリクス砲によりジャックブルームもろとも消滅、よってSPG専用車輌として使用されることも、SPG隊員が搭乗することもなかった。
なおこの事件には裏があり、ヘッケラー社がこの新型車両でSDF車両と戦闘させそのデータを収集する目的があった。列車強奪事件の前後にヘッケラー社で不審なお金のやり取りがあったらしく、銀河鉄道管理局上層部も関与していたが特務情報部によりその辺の情報は全て改竄されている。